# Joseph Roques (botaniste)
Pour les articles homonymes, voir Joseph Roques (homonymie).

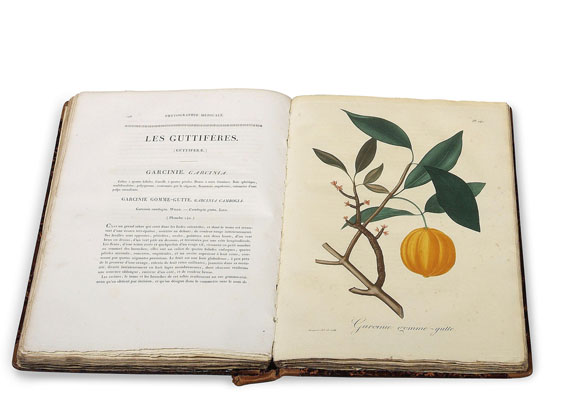
Phytographie médicale.

Joseph Roques, né le 9 février 1772 à Valence-d'Albigeois et mort le 7 mai 1850 à Montpellier, est un médecin et botaniste français.

## Biographie
Il est principalement connu pour son ouvrage de matière médicale, intitulé  Phytographie médicale, histoire des substances héroïques et des poisons tirés du règne végétal et comprenant 150 planches illustrées en couleurs, dessinées et gravées par Édouard Hocquart.
Après avoir fait ses études à la faculté de médecine de l'Université de Montpellier, il officie comme médecin militaire de 1794 à 1798. Il monte ensuite à Paris où il est membre de plusieurs sociétés médicales et devient un botaniste éminent.

## Œuvres
- Plantes usuelles, indigènes et exotiques, dessinées et coloriées d'après nature, Paris, 1809.
- Phytographie médicale, histoire des substances héroïques et des poisons tirés du règne végétal, 1821.
- Nouveau traité des plantes usuelles, spécialement appliqué à la médecine domestique et au régine alimentaire de l'homme sain ou malade, 1837.
- Histoire des champignons comestibles et vénéneux, où l'on expose leurs caractères distinctifs, leurs propriétés alimentaires et économiques, leurs effets nuisibles et les moyens de s'en garantir ou d'y remédier, Paris, 1841.